# ستيف لي ماركوند
ستيف لي ماركوند (بالإنجليزية: Steve Le Marquand)‏ هو ممثل أسترالي، ولد في 26 ديسمبر 1967 في أستراليا.

## وصلات خارجية
- ستيف لي ماركوند على موقع IMDb (الإنجليزية)
- ستيف لي ماركوند على موقع قاعدة بيانات الفيلم (الإنجليزية)